# Zygiobia
Zygiobia is een muggengeslacht uit de familie van de galmuggen (Cecidomyiidae).

## Soorten
- Z. carpini - haagbeuknerfgalmug (F. Low, 1874)
- Z. ruebsaameni Stelter, 1992